# Szejm (Lengyelország)
A Szejm (magyarul Gyűlés, lengyelül hivatalosan Sejm Rzeczypospolitej Polskiej, am. A Lengyel Köztársaság Gyűlése) a kétkamarás lengyel parlament, a Nemzetgyűlés alsóháza. A Szejmnek 460 tagja van, akiket közvetlen, általános választások útján, titkos szavazással a választópolgárok választanak meg  négyéves időtartamra. A Szejm a Szenátussal (felsőházzal) együtt gyakorolja a törvényhozó hatalmat Lengyelországban.

## Története

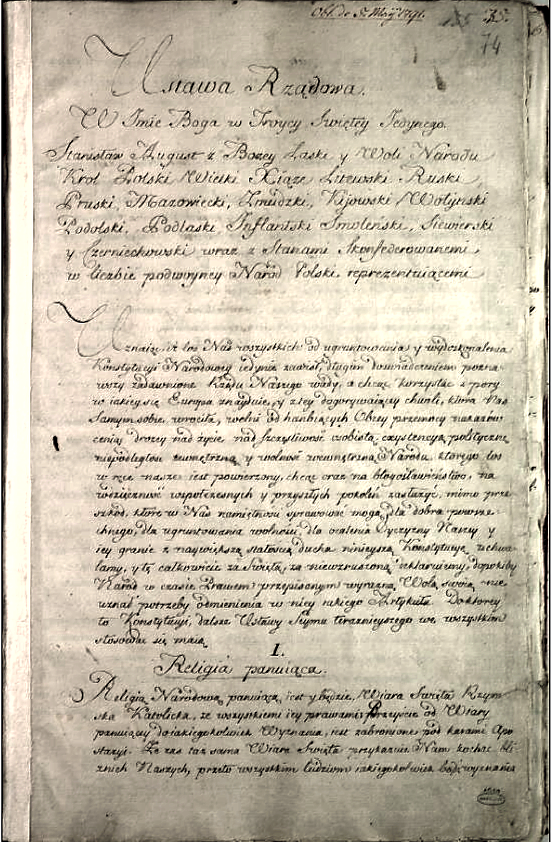
A május 3-i alkotmány eredeti, kézzel írt szövege

A 20. század előtt a „szejm” kifejezés a teljes háromkamarás parlamentet jelölte, amelyben külön kamarának számították a királyt, az alsóházat, a képviselőházat (lengyelül Izba Poselska) és a felsőházat, a Szenátust (lengyelül Senat). A második Lengyel Köztársaság (1918–1939) óta az alsóházat nevezik szejmnek, a felsőház neve pedig Szenátus lett.
Az 1788 és 1792 között ülésező nagy szejm világtörténelmi jelentőségű. Számos polgári reformot hajtott végre a felvilágosodásra alapozva, megalkotva többek között Európa első modern, kartális alkotmányát, a május 3-i alkotmányt.